# Asesinato de Farkhunda
El asesinato de Farkhunda (Persa: فرخنده). Farkhunda Malikzada era una mujer afgana de veintisiete años, asesinada al exterior de la mezquita Sha-e Doh Shamshirar, de Kabul el 19 de marzo de 2015. El crimen fue instigado por un mulá, uno de los guardianes del santuario, que se sintió amenazado por las críticas de Malikzada y la acusó a gritos de estar quemando una copia del Corán. Las investigaciones policiales revelaron que no quemó el libro sagrado. Tras su asesinato hubo un juicio con cuatro condenas a muerte que fueron anuladas. Su funeral fue una manifestación de protesta e indignación y fueron mujeres las que llevaron su féretro (algo inusual) y estuvieron encabezadas por activistas de los derechos de las mujeres.

## El crimen
Farkhunda trabajaba como profesora de religión en la mezquita chiita del Rey de las Dos Espadas, ubicada muy cerca del centro de Kabul y del río del mismo nombre. En la misma zona se encuentran embajadas e incluso el palacio presidencial del país. Según la versión oficial, Farkhunda habría denunciado a mulás que vendían ta'wiz (una suerte de amuletos) fuera del recinto religioso, los cuales azuzaron a los transeúntes en contra de la mujer, acusándola falsamente de haber quemado una copia del Corán. La multitud se lanzó en contra de Farkhunda y la llevó a un área cercana a las márgenes del río Kabul donde inició su linchamiento.
Después de golpear, patear, arrojarle objetos y lapidar a Farkhunda, un conductor le pasó encima una camioneta Toyota, la turba le llevó encima de un puente en donde prendió fuego a su cuerpo. Un testigo presencial dijo que la turba cantaba consignas antiestadounidenses y antidemocráticas mientras golpeaba a Farkhunda. Muchos de los presentes llevaban consigo sus teléfonos móviles, por lo cual existen videos que están publicados en la red que muestran el ataque.

## Funeral
El 22 de marzo un grupo de mujeres vestidas de negro cargó el ataúd de Farkhunda Malikzada desde una ambulancia hasta un sitio de oración y luego a un cementerio. Esto significó una ruptura a las tradiciones islámicas, que establecen que los funerales son realizados y atendidos por hombres.

## Protestas
El 23 de marzo centenares de mujeres protestaron por el ataque, exigiendo que el gobierno persiga a los responsables de la muerte de Farkhunda Malikzada. El crimen supuso una causa de unión entre los grupos de activistas de derechos de mujeres de Afganistán. El 24 de marzo miles de personas protestaron contra el ataque delante del Ministerio afgano de Justicia en Kabul.
Cumplidos cuarenta días del asesinato, cientos de personas acudieron al exterior de la mezquita donde ocurrieron los hechos e hicieron una representación del linchamiento. La actriz Lina Alam hizo el papel de la víctima, como forma de protesta. Otras mujeres lucieron pancartas clamando justicia para los culpables y algunas lucieron el rostro pintado de rojo, representando los últimos momentos de vida de la víctima en los cuales luce con el rostro absolutamente ensangrentado.

## Reacciones
El padre de la mujer alegó que la policía podría haber hecho más para salvar a Farkhunda Malikzada. El Ministerio de Afganistán de Hajj y Asuntos Religiosos no encontró evidencia de que la víctima hubiera quemado el Corán. El presidente de Afganistán, Ashraf Ghani, ordenó una comisión para investigar el asesinato, y calificó el hecho como "abominable". También declaró que la tragedia demuestra que la policía de Afganistán está demasiado ocupada en la insurgencia talibán como para concentrarse en los asuntos locales. Nur ul-Haq Ulumi, el ministro del interior para Afganistán, dijo el 23 de marzo que veintiséis personas habían sido arrestadas en conexión con el asesinato.

Estudiantes del islam en Afganistán expresaron su indignación por el crimen. Ahmad Ali Jebreili, un miembro del Consejo de la Ulama de Afganistán, encargado de administrar la Sharía, condenó el ataque, acusándolo de contravenir el Islam. Haji Noor Ahmad, un clérigo local, dijo:
"las personas vienen y ejecutan a alguien arbitrariamente, cuando esto está totalmente prohibido y fuera de la ley. Aun así algunos justificaron su asesinato, y expresaron su rabia pública". 
Abu Ammaar Yasir Qadhi, un becario islámico conservador prominente, expresó su horror en su página de Facebook y dijo:
"Una señal de que una nación es civilizada es cómo trata a sus mujeres. ¡Espero que Alá restaure el honor y el respeto que las mujeres merecen en nuestras sociedades!".

## Juicio y posterior anulación
La familia, que consideraba al gobierno cómplice, exigía justicia. Najila Rahel, fue la abogada afgana que llevó el caso. El hermano de la víctima, Mujub Ullah Farkhunda, afirmó que los agentes de policía animaron a sus padres a mentir y a fingir que su hija padecía un trastorno mental para calmar a la multitud.
En mayo de ese mismo año, el tribunal condenó a muerte a cuatro hombres: el guardián del santuario y otros tres hombres considerados los agresores más sanguinarios. En ese juicio también se condenó a otros ocho acusados a penas de prisión de dieciséis años.
En julio un tribunal de apelación anuló la condena a muerte de cuatro hombres, entre ellos el hombre que incitó a la muchedumbre. Todos ellos fueron absueltos.
La sentencia final, refrendada por la Corte Suprema, condenó a once personas (entre los que no había ningún policía) entre veinte y diez años, incluido un menor de edad. Rahel afirma sin tapujos: “Seis personas tenían que haber sido sentenciadas a morir en la horca: el mulá, el que la atropelló con el coche, dos de los que incitaron a la turba y los dos que la quemaron viva” por su participación en el linchamiento. Para la abogada, el país no tiene la suficiente madurez para juzgar debidamente los crímenes contra las mujeres. La abogada tuvo que cerrar su despacho después de recibir amenazas de muerte y algún susto serio por parte de hombres armados. La familia tuvo que exiliarse tras sufrir serias amenazas.